# Paralie

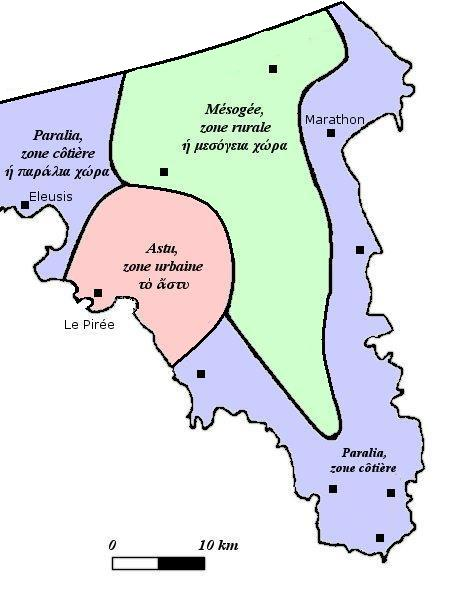
La division de l'Attique en zones urbaines (rose), intérieures (vertes) et côtières (bleues) par Clisthène

La Paralia (grec moderne : Παραλία) est, au Ve siècle av. J.-C., lors de la démocratie athénienne et les réformes clisthéniennes, une région géographique et administrative (trittye) de la chôra d'Athènes.
Le terme désigne les côtes de l'Attique, mais est aussi généralement utilisé pour toute la partie de l'Attique à l'est du mont Hymette.
Le terme a acquis une signification technique avec les réformes de Clisthène en c. 508 BC, date à laquelle chacune des dix tribus attiques fut constituée en territoire à partir de trois zones (trittyes), urbaine (astu, la ville d'Athènes), intérieure (mesogée) et côtière (paralia). À l'époque classique, les paralia comprennent environ 40 établissements (dème).